# Botarbo
Botarbo, by i nordvästligaste delen av Vendels socken i Tierps kommun, norra Uppland.
Botarbo består av några bondgårdar och ligger cirka 5 kilometer sydväst om Tobo.
Länsväg C 725 är den enda allmänna vägen till Botarbo och anknyter till länsväg C 714. Orten har dock förbindelse via enskilda vägar mot olika håll, till exempel till Tobo samt till länsväg 292 via Fastebo. 
Botarbo omtalas första gången 1540 (Botharabo). Då fanns här två mantal skatte, med utjrodare i Borskulla och Norra Åsändan.